# 比肖普峰
比肖普峰（英語：Bishop Peak）是南極洲的山峰，座標78°10′00″S 162°09′00″E，位於維多利亞地的斯科特海岸，屬於皇家學會嶺的一部分，海拔高度3,460米（11,352英尺），美國地質調查局根據測量和該國海軍的空中照片繪入地圖，現時由南極條約體系管理。